# Nanocladius mallochi
Nanocladius mallochi är en tvåvingeart som beskrevs av James E. Sublette 1970. Nanocladius mallochi ingår i släktet Nanocladius och familjen fjädermyggor. Inga underarter finns listade i Catalogue of Life.